# Шарафутдин Идрис
Шарафутдин Идрис Шах (род. 11 декабря 1945) — 9-й султан малайзийского штата Селангор (с 22 ноября 2001 года), сын и преемник султана Салахуддина Абдула Азиза Шаха.

## Молодость и образование
Родился 11 декабря 1945 года в Истана Джемах в городе Кланг. Старший сын раджи Муда (наследного принца) Селангора, султана Салахуддина Абдула Азиза Шаха (1926—2001), и его первой жены, раджи Сайдатул Ихсан Тенгку Бадар Шах (1923—2011). Его отец был старшим сыном султана Хисамуддина Алама Шаха (1898—1960), 2-го короля (Янг ди-Пертуан Агонг) Малайзии (1 апреля — 1 сентября 1960). Его мать была внучкой султана Селангора Алаеддина Сулейман Шаха и султана Перака Абдул Джалил Шаха. Таким образом, его родители были кузенами. При рождении он получил имя — Тенгку Идрис Шах.
Он начал свое образование вв возрасте 9 лет малайском начальной школе в Куала-Лумпур, затем учился в средней школе Сент-Джонс в Куала-Лумпуре до 1959 года.
В 1960 году его отец Салахуддин Абдул Азиз Шах стал султаном Селангора, в том же году 15-летний Тенгку Идрис был объявлен наследным принцем (Раджа Муда) султаната Селангор. Он был послан за границу, чтобы продолжить свое образование. С 1960 года учился в школе Хале в Перте (Австралия), с 1964 года — в колледже Лэнгхерст а графстве Суррей (Великобритания).
После возвращения из Англии домой Тенгку Идрис поступил на государственную службу, работал в государственном секретариате Селангора под управлением Ментери Бесара Харуна Идриса, затем работал в районном управлении полиции Куала-Лумпура.
24 апреля 1999 года Тенгку Идрис был назначен регентом Селангора своим отцом Шарафутдином Абдул Азиз Шахом, который был избран Верховным правителем (Янг ди-Пертуан Агонг) Малайзии.

## Султан Селангора
22 ноября 2001 года Тенгку Идрис был провозглашен новым султаном Селангора, сменив на престоле своего отца, который умер спустя всего два года. Он принял тронное имя Шарафуддин (по-арабски — «Религиозное просветление»), став Султаном Шарафутдином Идрис Шахом . Его формальная коронация состоялась 9 марта 2003 года во дворце Истана Алам Шах в городе Кланг.
В 2008 году на всеобщих выборах в Малайзии произошли существенные политические перемены в Селангор. Впервые, Национальный фронт Малайзии не получил большинства в государственном законодательном собрании Селангора. Султан Шарафуддин председательствовал во время присяги первого Ментери Бесара Селангора Халида Ибрагима, не члена Народного фронта.
В мае 2009 года султан Шарафутдин перенес 10-часовую операцию на открытом сердце в медицинском центре Станфордского университета в Пало-Альто, штат Калифорния.

## Браки и дети
Шарафуддин был женат дважды, в настоящее он время разведён. Он правит без супруги.
2 июля 1968 года Тенгку Идрис женился на Райе Зарине бинти Райе Тан Шри Зайнал Абидин (род. 16 марта 1946). Брак закончился разводом в 1986 году. Супруги имели двоих детей:
- дочь Тенгку Зерафина (род. 23 июля 1969)
- дочь Тенгку Заташа (род. 12 октября 1973)

1 декабря 1988 года Шарафутдин вторично женился на американке Нур Лизе Идрис бинти Абдуллах (род. 7 декабря 1959, урожденная Лиза Дэвис). Они развелись в 1997 году и имеют одного сына:
- Тенгку Амир Шах (род. 12 декабря 1990), нынешний наследный принц (Раджа Муда) Селангора.

## Интересы
Шарафуддин известен как авантюрист. В 30 лет он поднялся на гору Кинабалу в штате Сабах. До того как стать султаном, Шарафуддин был заядлым моряком. В 1995 году он плавал на яхте «SY Jugra» по всему миру. Путешествие заняло 22 месяца. Он продал свою яхту, прежде чем стать султаном. Паруская регата « Raja Muda Selangor International Regatta» является главными ежегодным событием парусного спорта, названа в его честь.
Он также принимал участие в ралли и междугородных автомобильных гонках. В 1997 году он участвовал ретро-ралли «Motor Challenge» из Пекина в Париж, на авто «Ford Model B (1932)». Он покрыл 16,000 км за 43 дня, выиграв серебряную медаль в категории старинных автомобилей. В 1986 году он управлял автомобилем «Proton Saga» из Кота-Кинабалу в Кучинг, преодолев 1,111 км за 2 дня.